# Consoles de jogos eletrônicos de oitava geração
A Oitava geração de consoles de jogos eletrônicos (abreviado Gen8) foi iniciada com o lançamento do console de videogame Wii U (em novembro de 2012) pela fabricante Nintendo. Também fazem parte: PlayStation 4 (lançado em 15 de novembro de 2013 nos Estados Unidos), Xbox One (22 de novembro de 2013) e o híbrido de mesa e portátil Nintendo Switch (03 de março de 2017). Juntos os consoles desta geração já ultrapassaram a barreira de 190 milhões de unidades vendidas mundialmente.

## Consoles Domésticos

### Wii U
Em novembro de 2010, o presidente da Nintendo of America, Reggie Fils-Aime disse que o lançamento da próxima geração da Nintendo seria determinada pelo sucesso contínuo do Wii. Anunciando o seu sucessor, o Wii U, na Electronic Entertainment Expo 2011 em 7 de junho de 2011. Sendo lançado em 30 de novembro de 2012.
O controle principal chamado de Wii U "GamePad" antigamente "Mablette" (mistura entre tablet e joystick) tem uma tela built-in de toque que funciona como uma tela auxiliar interativa, de forma semelhante aos consoles de video game Nintendo DS e Nintendo 3DS, ou até mesmo como a própria tela principal, permitindo jogar sem a necessidade de um monitor conectado ao console (como um console portátil exclusivamente em casa). O Wii U também é compatível com todos os dispositivos no Wii.

### Nintendo Switch
O Nintendo Switch, chamado durante seu desenvolvimento de NX, é um console sucessor do Wii U produzido pela Nintendo, anunciado em 20 de outubro de 2016. Sendo lançado no dia 3 de março de 2017, com o preço de US$299,99.
O Switch é um console híbrido semelhante a um tablet, o qual pode ser acoplado a um dock e, assim, ser transformado em um console de mesa. Também conta com dois controles sem fio acopláveis de cada lado, chamados pela Nintendo de Joy-Con, que podem ser usados individualmente ou ser acoplados à unidade principal (no modo portátil) ou a uma base semelhante a um gamepad (no modo caseiro).

### PlayStation 4
Em 20 de fevereiro de 2013, a Sony anunciou o PlayStation 4 (oficialmente abreviado como PS4).
Controlador principal do PlayStation 4 é a quarta geração da Sony DualShock série controlador. Semelhante em design aos seus antecessores o DualShock 4 do novo recurso a 2 ponto touchpad com clique mecanismo e tipo capacitivo e dois novos botões chamado "Opções" e "share" em vez do "Select" e os botões "Start" visto nos modelos anteriores. O PlayStation 4 será também compatível com o PlayStation Move controlador e foi anunciado que alguns jogos podem ser jogados com o PlayStation Vita, incluindo a ser vistos com a tela do portátil.

### Xbox One
A Microsoft anunciou no dia 21 de maio de 2013 que o console sucessor do Xbox 360 iria se chamar Xbox One. Em 22 de novembro de 2013 o Xbox One foi lançado na América do Norte e em um conjunto de outros países, incluindo o Brasil. E no dia 12 de novembro de 2015, foi lançada uma nova dashboard capaz de rodar jogos de seu antecessor, o Xbox 360. além da retrocompatibilidade, essa atualização permitiu que o console ficasse mais rápido, melhorando assim o seu desempenho.

### Ouya
Ouya é console de open source com o sistema Android 4.1, projetado originalmente para telefones móveis. Uhrman Jhulie é a pessoa que fundou o projeto Ouya, desenhista Jhulie Yves Behar levou para trabalhar na empresa.

### Outros
- Steam Machine
- MOJO
- GameStick

### Comparação
| Linha                       | Wii U | Nintendo Switch | PlayStation 4 | PlayStation 4 | Xbox One | Xbox One |
| Nome                        | Wii U | Nintendo Switch | PlayStation 4 | PlayStation 4 Pro | Xbox One | Xbox One X |
| --------------------------- | --- | --- | --- | --- | --- | --- |
| Fabricante                  | Nintendo | Nintendo | Sony | Sony | Microsoft | Microsoft |
| Foto                        | | | | | | |
| Preço no lançamento         | Basic 299,99 USD 319,00 € 348,00 AUD 26,250 ¥ 1599,00 BRL Deluxe/Premium 349,99 USD 299,99 € 428,00 AUD 31,500 ¥ 1899,00 BRL                                                                             | 299,99 USD 29.980 ¥ 279.99 £ 329.99 € 469,95 AUD 2,199,00 BRL | US$399,00 ₤349,00 €399,00 R$3.999,00 (Importado) R$2.399,00 (Fabricado no Brasil) | - 399,00 US$ - 345,00 £ - 560,00 A$ - 499,00 CAD$ | US$ 499,00 ₤429,00 €499,00 R$2.299,00 | 499,99 US$ |
| Datas de lançamento         | AN18 de Novembro de 2012 EU30 de Novembro de 2012 JP8 de Dezembro de 2012 BR 26 de Novembro de 2013 | WW3 de março de 2017 KR1 de dezembro de 2017 CN10 de dezembro de 2019 BR18 de setembro de 2020 | AN15 de Novembro de 2013 EU29 de Novembro de 2013 BR 29 de Novembro de 2013 JP 22 de Fevereiro de 2014 | 10 de Novembro de 2016 | AN22 de Novembro de 2013 EU22 de Novembro de 2013 BR 22 de Novembro de 2013 JP 4 de Setembro de 2014                                                                | 7 de Novembro de 2017 |
| Mídia                       | Wii Optical Disc 25 GB (única capa) | Cartão de memória proprietário, Cartão microSD | Blu-ray 6x CAV, DVD 8x CAV | Blu-ray 6x CAV, DVD 8x CAV | Suporte a HDR e Ultra HD Blu-ray (Xbox One S), Blu-ray, DVD, CD | Suporte a HDR e Ultra HD Blu-ray, Blu-ray, DVD, CD                                                                       |
| Jogo exclusivo mais vendido | Mario Kart 8 8,44 Milhões (31 de outubro de 2019) | Mario Kart 8 Deluxe53,79 milhões (31 de março de 2023) | Uncharted 4: A Thief's End. 16 Milhões (14 de Outubro de 2019) | Uncharted 4: A Thief's End. 16 Milhões (14 de Outubro de 2019) | Halo 5: Guardians. 5 Milhões (17 de Junho de 2016) | Halo 5: Guardians. 5 Milhões (17 de Junho de 2016)                                                                       |
| CPU                         | Tri-Core IBM PowerPC "Espresso" @ 1.24 GHz 3 MB cache L2 (Core 0: 0.5 MB, Core 1: 2 MB, Core 2: 0.5 MB)                                                                                                  | Octa-core (2 quad-core modules) Nvidia Tegra X1 ARMv8-A SoC @ 1.02 GHz - 4×ARM Cortex-A57 - 4×ARM Cortex-A53 | Octa-Core (2 módulos quad-core) AMD x86-64 "Jaguar" @ 1.6 GHz Compartilhado 4 MB L2 cache (Núcleos 0-3: 2 MB, Núcleos 4-7: 2 MB) Processador secundário ARM de baixa performance (para tarefas em segundo plano).           | Octa-Core AMD x86-64 "Jaguar"-based @ 2.1 GHz | Octa-Core (2 módulos quad-core) AMD x86-64 "Jaguar" @ 1.75 GHz Compartilhado 4 MB L2 cache (Núcleos 0-3: 2 MB, Núcleos 4-7: 2 MB)                                   | Octa-Core (2 quad-core modules) AMD x86-64 "Jaguar"-based @ 2.3 GHz                                                      |
| CPU                         | 45 nm | 20 nm | 28 nm | 16 nm | 28 nm (Xbox One), 16 nm (Xbox One S) | 16 nm |
| GPU                         | AMD Radeon "Latte" 320 shaders @ 550 MHz (0.35 TFLOP/s) Fillrates: 4.4 Gpixel/s, 8.8 Gtexel/s | Nvidia GM20B Maxwell-based GPU | AMD Radeon "Liverpool" 1152 shaders @ 800 MHz (1.84 TFLOP/s) Fillrates: 25.4 Gpixel/s, 57.2 Gtexel/s | AMD Radeon "Liverpool" 2304 shaders @ 911 MHz (4.19 TFLOP/s) Fillrates: 58.3 Gpixel/s, 131.2 Gtexel/s | AMD Radeon "Durango" 768 shaders @ 853 MHz (1.31 TFLOP/s) Fillrates: 13.8 Gpixel/s, 40.9 Gtexel/s                                                                   | AMD Radeon "Scorpio" 2560 shaders @ 1172 MHz (6 TFLOP/s) Fillrates: 37.5 Gpixel/s, 187.5 Gtexel/s                        |
| GPU                         | 40 nm | 20 nm | 28nm | 16 nm | 28 nm | 16 nm |
| Memória RAM                 | 2 GB DDR3 RAM @ 1600 MHz (12.8 GB/s) (1 GB disponível para games) 34 MB eDRAM @ 550 MHz (563 GB/s) (on-die)                                                                                              | 4 GB LPDDR4 @ 1600 MHz (3200 MHz efetivo) (25.6 GB/s) | 8 GB GDDR5 RAM @ 5500 MHz (176.0 GB/s)(5,5 GB disponível para games) 256 MB (2 Gb) DDR3 RAM (para tarefas em segundo plano)                                                                                                 | 8 GB GDDR5 RAM @ 6800 MHz (217.6 GB/s)(5,5 GB disponível para games) 1GB DDR3 RAM (para tarefas em segundo plano) | 8 GB DDR3 RAM @ 2133 MHz (68.3 GB/s) (5 GB disponível para games) 32 MB eSRAM (on-die)                                                                              | 12 GB GDDR5 RAM @ 6800 MHz (326.4 GB/s) (9 GB disponível para games)                                                     |
| Armazenamento interno       | Basic: 8 GB disco rígido Deluxe/Premium: 32 GB disco rígido | 32 GB eMMC NAND Memória Flash | 500 GB(suporte para SSD) | 1 TB (suporte para SSD) | 500 GB HDD (não removível) Também Disponível em 1 e 2 TB 8 GB memória flash (reservado para o sistema)                                                              | 1 TB HDD 8 GB memória flash (reservado para o sistema)                                                                   |
| Armazenamento interno       | Suporta cartão SDHC de até 32 GB Suporta drives de armazenamento externo de até 2 TB (Wii U Mode only)                                                                                                   | Suporta cartão microSD de até 2 TB | Suportado a partir da versão 4.50 do Sistema. Suporte para 2 conexões USB 3.0 e uso de HD externo com 250GB a 8TB para instalação de jogos e aplicativos.                                                                   | Suporte para 3 conexões USB 3.1 e uso de HD externo com 250GB a 8TB para instalação de jogos e aplicativos. | Suporte para 3 conexões USB 3.0 e uso de HD externo com 256GB ou mais para instalação de jogos.                                                                     | Suporte para 3 conexões USB 3.0 e uso de HD externo com 256GB ou mais para instalação de jogos.                          |
| Instalação de Games         | Games baixados via internet através da Nintendo eShop como mídia digital ou mídia física proprietária adquiridas em lojas.                                                                               | Games baixados via internet através da Nintendo eShop como mídia digital ou mídia física proprietária adquiridas em lojas.                                                                                              | Games baixados via Internet através da PlayStation Network como mídia digital ou mídia física BluRay adquiridos em lojas físicas.                                                                                           | Games baixados via Internet através da PlayStation Network como mídia digital ou mídia física BluRay adquiridos em lojas físicas.                                                                                           | Games baixados via Internet através da Xbox Live como mídia digital ou mídia física BluRay adquiridos em lojas físicas.                                             | Games baixados via Internet através da Xbox Live como mídia digital ou mídia física BluRay adquiridos em lojas físicas.  |
| Rede                        | - Fast Ethernet (requer adaptador) - Wi-Fi 802.11 a/b/g/n | - Fast Ethernet (requer adaptador USB) - Wi-Fi 802.11 a/b/g/n/ac de 2,4 Ghz e 5 Ghz | - Gigabit Ethernet - Wi-Fi 802.11 b/g/n @ 2.4 GHz e 5 GHz (a frequência de 5 Ghz está presente apenas na série CUH-2xxx) | - Gigabit Ethernet - Wi-Fi 802.11 a/b/g/n/ac @ 5 Ghz | - Gigabit Ethernet - Wi-Fi 802.11 a/b/g/n dual-band @ 2.4 GHz e 5 GHz                                                                                               | - Gigabit Ethernet - Wi-Fi 802.11 a/b/g/n/ac dual-band @ 2.4 GHz e 5 GHz                                                 |
| Dimensões                   | Largura: 172 mm (6.7 in) Altura: 46 mm (1.8 in) Comprimento: 268.5 mm (10.5 in) (pode ser usado na vertical e horizontal)                                                                                | Largura: 102 mm (4.0 in) Altura: 13.9 mm (0.55 in) Comprimento: 203.1 mm (8.00 in) (Apenas o Console) ou 239 mm (9.4 in) (com o Joy-Con conectado)                                                                      | Largura: 275 mm (10.8 in) Altura: 53 mm (2.0 in) Comprimento: 305 mm (12.0 in) (pode ser usado na vertical e horizontal) | Largura: 295 mm (11.6 in) Altura: 55 mm (2.2 in) Comprimento: 327 mm (12.9 in) (pode ser usado na vertical e horizontal) | Largura: 309 mm (12.1 in) Altura: 83 mm (3.2 in) Comprimento: 258 mm (10.1 in) (deve ser usado horizontalmente)(Xbox One S pode ser usado na vertical e horizontal) | Largura: 300 mm (12.1 in) Altura: 60 mm (3.2 in) Comprimento: 240 mm (10.1 in) (pode ser usado na vertical e horizontal) |
| Peso                        | 1.5 kg (3.3 lb) | 0,297 kg (0,65 lb) (Apenas o console) 0,398 kg (Com Joy-Con conectado) | 2.8 kg (6.1 lb) | 3.2 kg | 3.2 kg (7.0 lb) | 3.8 kg |
| Energia                     | 75 W fonte externa | 4310 mAh, 3,7 V Bateria interna de lítio | 250 W fonte interna | 310 W fonte interna | Fonte externa (Interna no Xbox One S) | Fonte Interna |
| Acessórios incluidos        | Todos os modelos - Wii U GamePad - Stylus - Sensor Bar - Cabo HDMI - amiibo (vendidos separadamente) Deluxe/Premium - Suporte para o GamePad - Carregador para o GamePad - Suporte para o Console        | - Dois controladores Joy-Con (Esquerdo e direito) - Dois Joy-Con straps - Joy-Con Grip - Switch Dock (para recarga e transmissão para TV) - cabo HDMI                                                                   | - Controle DualShock 4 - Cabo Micro-USB(para recarregar o controle) - Fone de ouvido mono - Cabo HDMI | - Controle DualShock 4 - Cabo Micro-USB(para recarregar o controle) - Fone de ouvido mono - Cabo HDMI | - Controle Xbox One - Sensor Kinect (opcional) - Fone de ouvido mono - Cabo HDMI                                                                                    | - Controle Xbox One - Fone de ouvido mono - Cabo HDMI                                                                    |
| Vídeo                       | - 1080p, 1080i, 720p, 480p - HDMI - Vídeo componente - YPbPr - D-Terminal (Somente no Japão) 576i, 480p (4:3 e 16:9) - Vídeo Composto - S-Video (NTSC) - RGB SCART (PAL) - D-Terminal (Somente no Japão) | HD 720p (Modo portátil) - Tela de 6.2 polegadas, 1280 × 720p LCD VIA @ 237 ppi Full HD - 1080p (Conectado ao Dock, transmitindo na TV) - saída HDMI v1.4a                                                               | 1080p, 1080i e 720p - Saída HDMI 1.4 - HDR10 | 4K 2160p, 1080p, 1080i e 720p - Saída HDMI 2.0 - HDR10 | 4K*, 1080p, 1080i e 720p - Entrada HDMI 1.4 (2.0 no modelo S) - Saída HDMI 1.4 (2.0 no modelo S) - HDR10 (Xbox One S) *Sem suporte no modelo Fat".                  | 4K 2160p, 1080p, 1080i e 720p - Entrada HDMI 2.1 - Saída HDMI 2.1 - HDR10 - Dolby Vision - Suporte para AMD FreeSync     |
| Suporte 3D                  | Sim [ 38 ] | Não | Sim | Sim | Sim | Sim |
| Tela Secundária             | Wii U GamePad (incluído) | N/A | PlayStation Vita PlayStation App disponível para aparelhos com iOS e Android Remote Play disponível em alguns aparelhos da Linha Xperia e para Windows 8.1 ou 10 (para utilização no Windows requer o controle DualShock 4) | PlayStation Vita PlayStation App disponível para aparelhos com iOS e Android Remote Play disponível em alguns aparelhos da Linha Xperia e para Windows 8.1 ou 10 (para utilização no Windows requer o controle DualShock 4) | Xbox SmartGlass disponível para aparelhos com Windows 8, Windows Phone, iOS, e Android                                                                              | Xbox SmartGlass disponível para aparelhos com Windows 8, Windows Phone, iOS, e Android                                   |
| Áudio                       | - Saída LPCM de 6 canais via HDMI - Saída analógica via "AV Multi" | - Saída 5.1 LPCM através da HDMI - Alto-falantes Estéreo integrados no Console - Saída Estéreo de 3.5mm (P2) para fones de ouvido integrado no Console                                                                  | - Saída de áudio via HDMI - Saída digital óptica (Ausente na série CUH-2xxx) - Saída Estéreo via conector de 3.5mm no controle DualShock 4                                                                                  | - Saída de áudio via HDMI - Saída digital óptica - Saída Estéreo via conector de 3.5mm no controle DualShock 4 | - Saída de áudio via HDMI - Saída digital óptica - Alto-falante interno para o sistema                                                                              | - Saída de áudio via HDMI - Saída digital óptica - Alto-falante interno para o sistema                                   |
| Vendas                      | Aproximadamente 14 milhões (estimativa) | Aproximadamente 102 milhões (estimativa) | Aproximadamente 117 milhões (estimativa) | Aproximadamente 117 milhões (estimativa) | Aproximadamente 51 milhões (estimativa) | Aproximadamente 51 milhões (estimativa)                                                                                  |
| Retro-compatibilidade       | Nintendo Wii Virtual Console (Software criado pela Nintendo para disponibilizar jogos das gerações passadas para o Wii U via emulação).                                                                  | Jogos selecionados do Nintendo Entertainment System, Super Nintendo Entertainment System, Nintendo 64, Game Boy, Game Boy Advance e Mega Drive da Sega através do Nintendo Switch Online (Serviço pago por assinatura). | PlayStation 2 (Emulação via jogos digitais comprados na PSN apenas). Jogos selecionados do PlayStation 3 via emulação por Streaming através do PlayStation Now (Serviço pago por assinatura).                               | PlayStation 2 (Emulação via jogos digitais comprados na PSN apenas). Jogos selecionados do PlayStation 3 via emulação por Streaming através do PlayStation Now (Serviço pago por assinatura).                               | Jogos selecionados do Xbox 360. Jogos selecionados do Xbox. | Jogos selecionados do Xbox 360. Jogos selecionados do Xbox.                                                              |

### Unidades vendidas (em milhões)
| Console         | América do norte | Europa | Japão | Resto do mundo | Total  |
| --------------- | ---------------- | ------ | ----- | -------------- | ------ |
| Nintendo Switch | 48.72            | 35.21  | 31.84 | 20.95          | 136.72 |
| PlayStation 4   | 38.11            | 45.85  | 9.67  | 23.53          | 117.15 |
| Xbox One        | 32.97            | 14.86  | 0.12  | 10.02          | 57.96  |
| Wii U           | 6.15             | 3.27   | 3.33  | 0.82           | 13.56  |

 08 de dezembro de 2021

## Consoles portáteis

### Nintendo 3DS

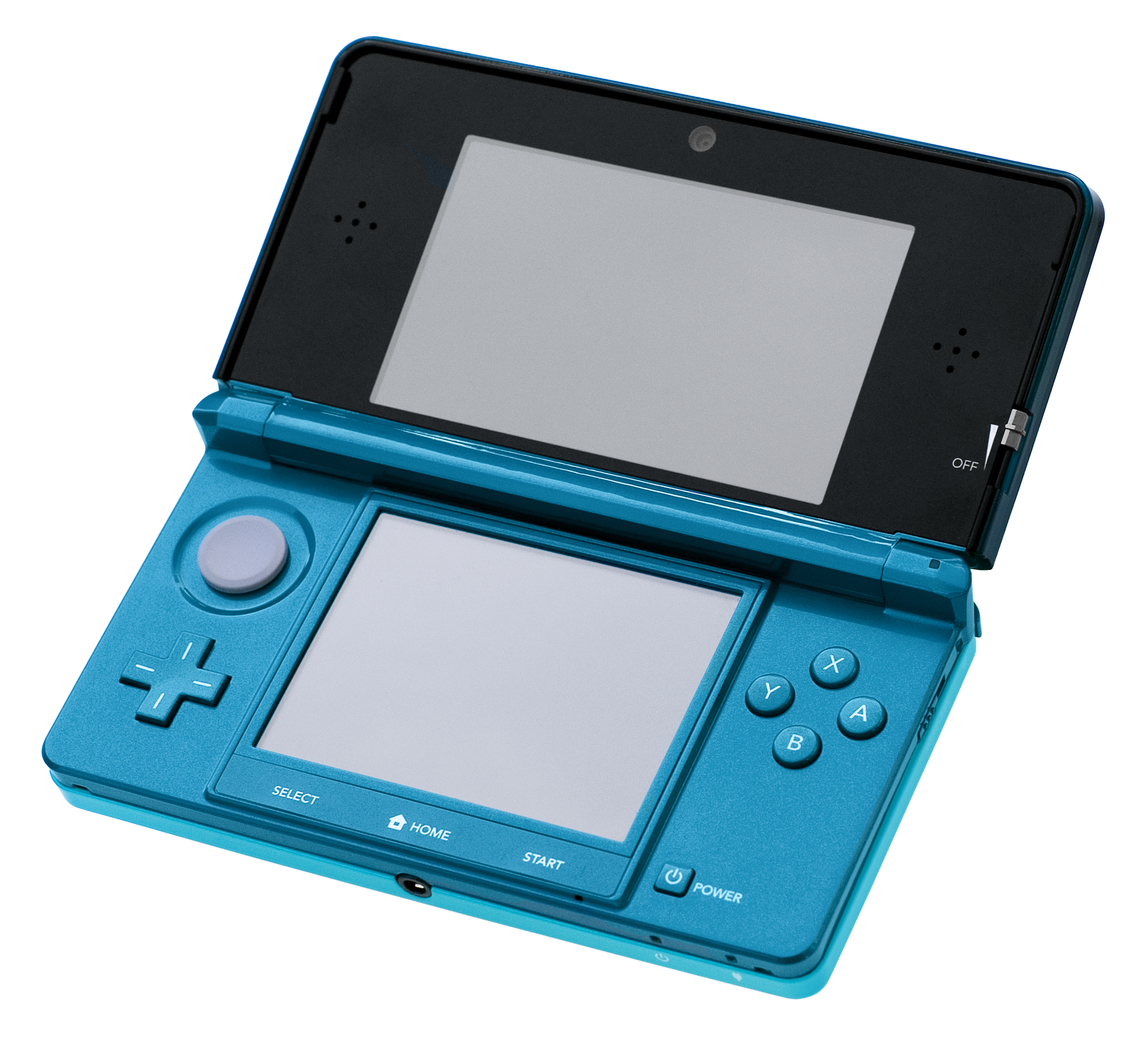
O Nintendo 3DS.

O Nintendo 3DS é o console portátil da Nintendo, sucessor do Nintendo DS, foi lançado em 26 de fevereiro de 2011 no Japão. O console tem retrocompatibilidade com os jogos do Nintendo DS, além de melhor hardware e o recurso de autoestereoscopia que permite reproduzir efeitos em 3D na tela sem o auxílio de óculos 3D.
Em 28 de julho de 2012 a Nintendo lançou na Europa o modelo maior Nintendo 3DS XL, em 12 de outubro de 2013 foi lançado o Nintendo 2DS, versão mais barata do console com o formato de barra (ao contraário do formato flip do original) e sem suporte ao recurso de autoestereoscopia 3D. Em 11 de outubro de 2014 é lançado o New Nintendo 3DS juntamente com a sua versão maior XL, versão com melhor processador e com segundo analógico.

### PlayStation Vita

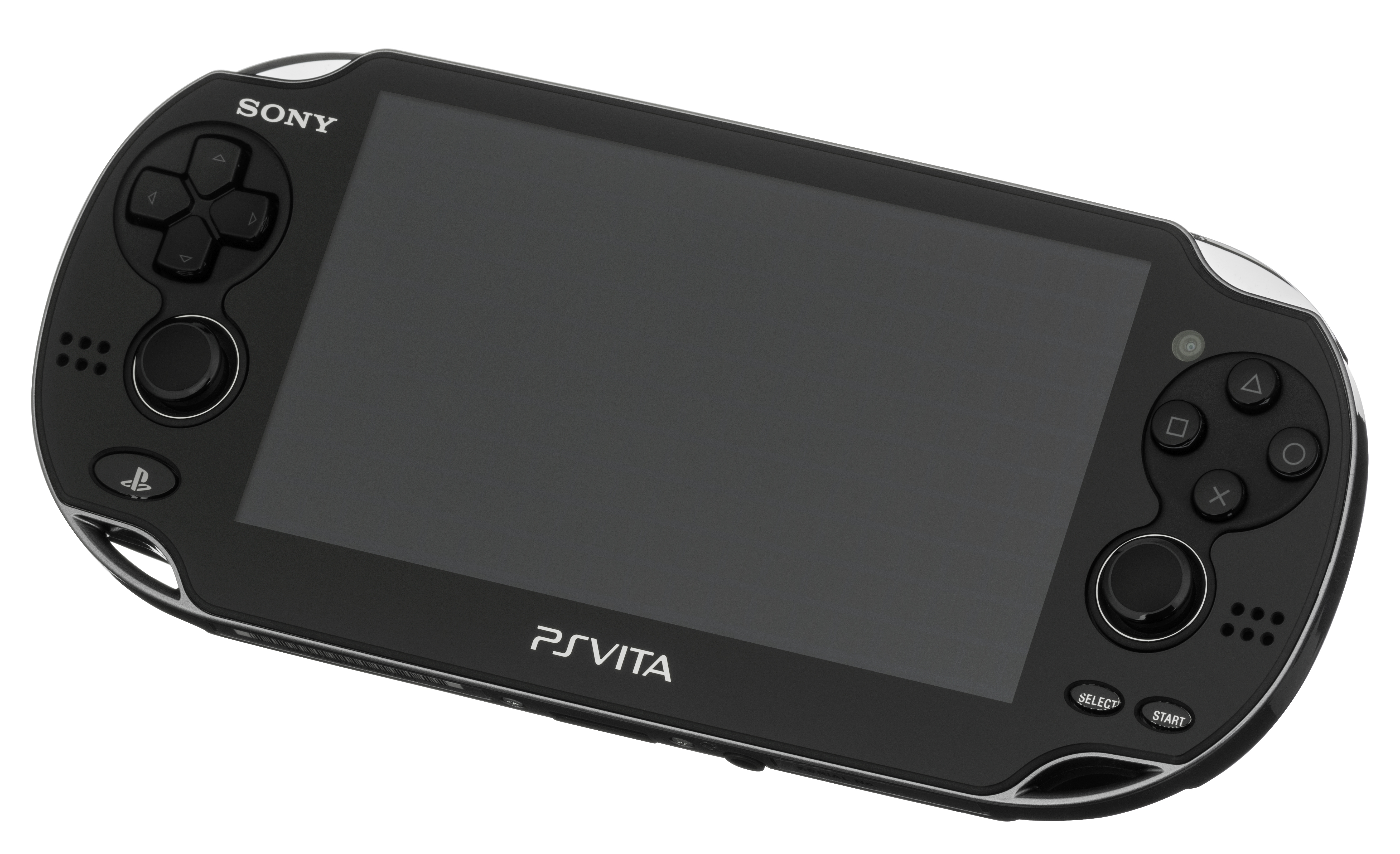
O PlayStation Vita.

O PlayStation Vita ou simplesmente PS Vita é o console portátil da Sony, sucessor do PlayStation Portable lançado em 17 de dezembro de 2011. O console tem melhor hardware em relação ao anterior, 2 alavancas analógicas, tela de toque, a mídia UMD foi substituída por cartucho. O console tem retrocompatibilidade digital com jogos do PlayStation One e do PlayStation Portable. Em 2013, o console ganhou uma versão chamada PlayStation TV para ser usada com a TV e um controle DualShock semelhante a um console de mesa.

### NVIDIA Shield Portable

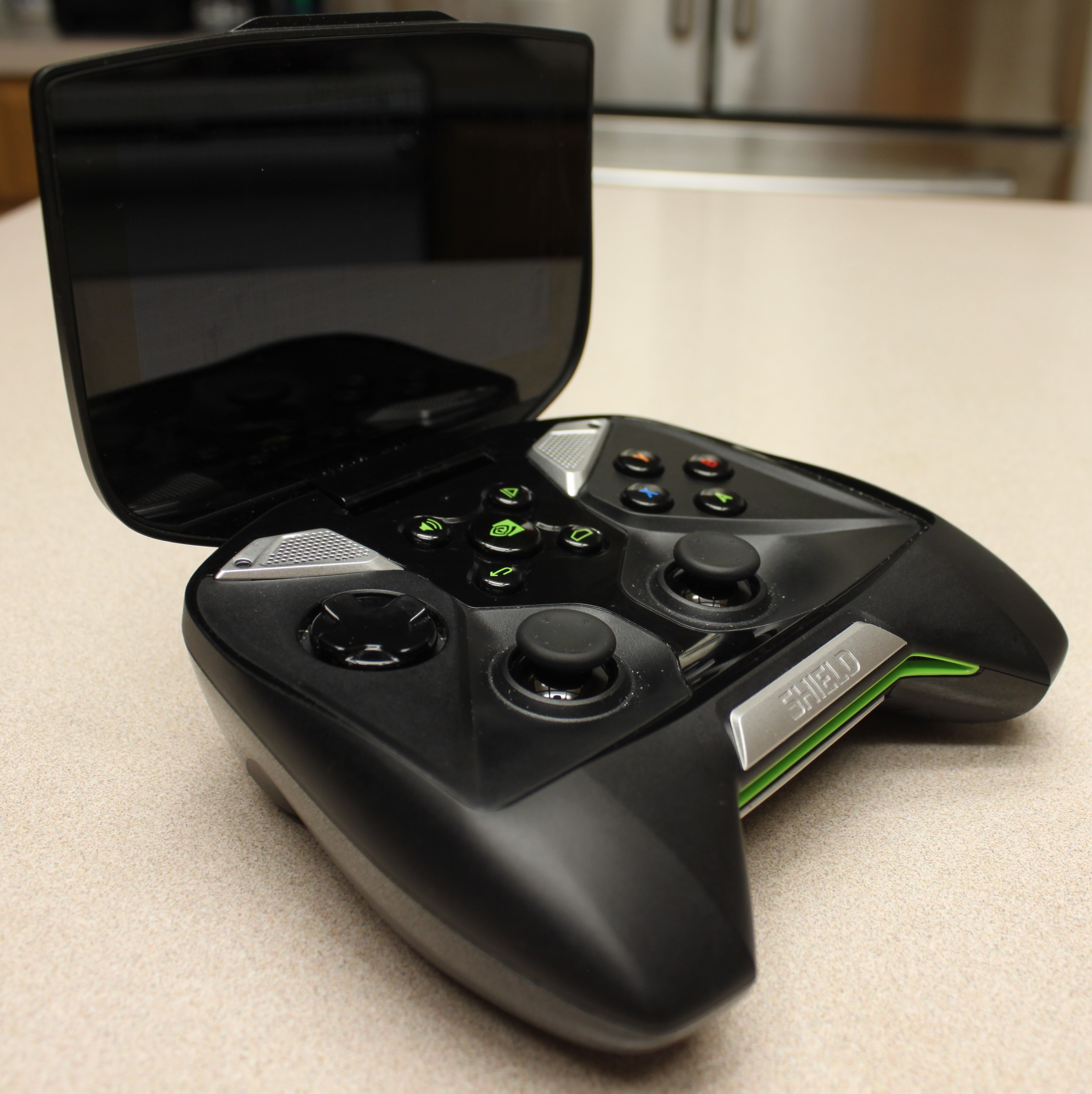
O NVIDIA Shield Portable.

O NVIDIA Shield Portable é um crossover de console portátil e tablet da NVIDIA, que foi lançado em 31 de julho de 2013.

### Unidades vendidas (em milhões)
| Console          | América do norte | Europa | Japão | Resto do mundo | Total |
| ---------------- | ---------------- | ------ | ----- | -------------- | ----- |
| Nintendo 3DS     | 25.47            | 20.45  | 24.67 | 5.35           | 75.94 |
| PlayStation Vita | 2.70             | 3.94   | 5.73  | 3.44           | 15.82 |

 17 de Setembro de 2020